# Dégage!
Dégage! is een vzw die particulier autodelen (en fietsdelen) aanbiedt in Vlaanderen. Anno 2025 telt Dégage! meer dan 500 deelauto’s, 30 deelfietsen en meer dan 7000 leden. De vzw streeft geen winst na, maar wel sociale en leefbare buurten.
In tegenstelling tot systemen zoals Cozywheels, waar leden onderling groepen vormen en (prijs)afspraken maken, hebben leden bij Dégage! toegang tot alle beschikbare deelwagens aan dezelfde tarieven (vaste kilometerprijzen zonder uurkosten).

## Geschiedenis
In 1998 besloten enkele Gentenaars een auto te delen en gaven ze hun groepje de naam “Autodelennetwerk Gent”. In 2004 werd beslist een vzw op te richten onder de naam Dégage! (“De Gedeelde Autovloot GEnt”).

### Ledenevolutie
Rond 2017 had Dégage! zo'n 1000 leden; anno 2023 meer dan 5000 leden. De overgrote meerderheid van de leden en voertuigen zijn gevestigd in Gent en omgeving, maar ook elders in Vlaanderen en Brussel groeit de organisatie. In 2025 telde Dégage 7000 leden.